# 変身する女
『変身する女』（へんしんするおんな、仏: La travestie）は、1988年に製作されたフランス映画。
原作はアラン・ロジェの小説。

## キャスト
- ニコル：ザブー
- ミリアム：アンナ・ガリエナ
- アンヌ・マリー：ヴァレリー・ステファン（フランス語版）
- クリスティーヌ：クリスティーヌ・パスカル（フランス語版）
- アラン：イヴ・アフォンソ（フランス語版）
- ジャッキー：オディール・シュミット（フランス語版）
- ベルナール・ファルシィ（フランス語版）